# Luigi Ruffo-Scilla
 Luigi Ruffo-Scilla  (né le 25 août 1750 à Sant'Onofrio, dans l'actuelle province de Vibo Valentia, en Calabre, alors dans le royaume de Naples et mort le 17 décembre 1832 à Naples) est un cardinal italien du XIXe siècle.

## Biographie
Luigi Ruffo-Scilla exerce diverses fonctions au sein de la Curie romaine, notamment comme gouverneur de Rome et régent de la « chancellerie apostolique ».
Il est nommé archevêque titulaire d'Apamée-en-Syrie (de) en 1785 et est consacré le 24 avril 1795 par Francesco Saverio de Zelada avec comme co-consécrateurs Martino Bianchi et Pierluigi Galletti. Il est envoyé comme nonce apostolique dans le grand-duché de Toscane (en), puis en Autriche (en) en 1793.
Il est transféré comme archevêque de Naples en 1802, mais il est expulsé par les Français en 1806 et fait partie des « cardinaux noirs ».
Le pape Pie VII le crée cardinal lors du consistoire du 23 février 1801. Il revient à Naples en 1815. Il participe au conclave de 1823, lors duquel Léon XII est élu pape, et à ceux de 1829 (élection de Pie VIII) et de 1830-1831 (élection de Grégoire XVI).
Les autres cardinaux de la famille Ruffo-Scilla sont : Tommaso Ruffo (1706), Antonio Maria Ruffo (1743), Fabrizio Dionigi Ruffo (1791) et Fulco Luigi Ruffo-Scilla (1891).

## Succession apostolique
Luigi Ruffo-Scilla a ordonné les évêques suivants :
- Évêque Marcello Maria Benci (1807)
- Archevêque Salvatore Maria Caccamo, O.E.S.A. (1815)
- Évêque Francesco Saverio Buonomo (it) (1818)
- Évêque Ambrosi de Magistris (1818)
- Évêque Raffaele Longobardi (it) (1819)
- Évêque Michelangelo Buono (1819)
- Évêque Nicola Carelli (1820)
- Évêque Domenico Lombardi (1821)